# Chabataka
Chabataka (ou Shebitku), est roi (qore) de Napata et pharaon de 713 à 705 AEC. Il est le troisième souverain de la XXVe dynastie de l'Égypte antique, après Kachta et Piânkhy.

## Position chronologique et corégence
Pendant longtemps, Chabataka était considéré comme le successeur de Chabaka. La position a évolué et le consensus scientifique considère qu'il est le prédécesseur de Chabaka. Bien que la possibilité d'une permutation entre les règnes de Chabaka et de Chabataka ait déjà été suggérée par Brunet et que Baker ait exposé neuf raisons pour ce renversement, c'est Michael Bányai en 2013, qui a publié pour la première fois dans une revue grand public de nombreux arguments en faveur d'une telle inversion. Après lui, Frédéric Payraudeau et Gerard P. F. Broekman ont indépendamment développé l'hypothèse. Le chercheur allemand Karl Jansen Winkeln a également approuvé une succession Chabataka-Chabaka.

### Les inscriptions de Karnak
Les preuves archéologiques découvertes en 2016/2017 par Claus Jurman confirment une succession Chabataka-Chabaka. L'article GM 251 (2017) de Gerard Broekman montre que Chabataka a régné avant Chabaka puisque le bord supérieur de l'inscription NLR#30 de l'an 2 du quai de Karnak de Chabaka a été gravé sur le côté gauche du bord inférieur de l'inscription NLR#33 de l'an 3 de Chabataka. Le réexamen personnel par l'égyptologue Claus Jurman des inscriptions de quai de Karnak de Chabataka et de Chabaka en 2016 et 2017 a démontré de manière concluante que Chabataka a régné avant Chabaka et a confirmé les arguments de Broekman selon lesquels l'inscription du texte du Nil de Chabataka a été gravée avant l'inscription de Chabaka ; par conséquent, Chabataka a régné avant Chabaka.

### Succession des divines adoratrices d'Amon
Ainsi, selon Baker et Frédéric Payraudeau, la divine adoratrice d'Amon Chepenoupet Ire était encore en vie sous le règne de Chabataka car elle est représentée en train d'accomplir des rites et est décrite comme « vivante » dans les parties de la chapelle Osiris-Héqadjet construite sous son règne (mur et extérieur de la porte), Dans le reste de la pièce, c'est Amenardis Ire, la sœur de Piânkhy et Chabaka, qui est représentée avec le titre de divine adoratrice d'Amon et pourvue d'un nom de couronnement. La succession Chepenoupet Ire - Amenardis Ire en tant que divine adoratrice d'Amon s'est donc déroulée sous le règne de Chabataka. Ce détail suffit à lui seul à montrer que le règne de Chabaka ne peut précéder celui de Chabataka.

### La nécropole d'El-Kourrou
La construction de la tombe de Chabataka (Ku. 18) ressemble à celle de Piânkhy (Ku. 17), tandis que celle de Chabaka (Ku. 15) est similaire à celle de Taharqa (Nu. 1) et de Tanoutamon (Ku. 16),,,. Les caractéristiques architecturales des pyramides royales koushites d'El-Kourrou constituent l'une des preuves les plus solides que Chabaka a régné après Chabataka. Seules les pyramides de Piânkhy (Ku 17) et de Chabataka (Ku 18) présentent des chambres funéraires en coupe ouverte avec un toit en encorbellement, alors que les pyramides de Chabaka (Ku 15), de Taharqa (Nu 1) et de Tanoutamon (Ku 16), ainsi que toutes les pyramides royales ultérieures d'El-Kourrou et de Nouri, présentent des sous-structures de chambres funéraires entièrement creusées dans des tunnels. La chambre funéraire de la pyramide de Chabaka, entièrement creusée de tunnels et autrefois décorée, constituait clairement une amélioration architecturale puisqu'elle fut suivie par Taharqa et tous ses successeurs.
Payraudeau note que les ouchebtis de Chabataka sont de petite taille (environ 10 cm) et présentent une inscription très brève avec seulement le nom de Sa-Rê du roi dans un cartouche précédé de « l'Osiris, roi de Haute et Basse-Égypte » et suivi de mȝꜤ-ḫrw,. Ils sont donc très proches de ceux de Piânkhy. Cependant, les ouchebtis de Chabaka sont plus grands (environ 15–20 cm) avec des inscriptions plus développées, y compris la citation du Livre des Morts, qui est également présente sur ceux de Taharqa, Tanoutamon et Senkamenisken.

### Le prince Horemakhet
Sur la statue CG 42204 aujourd'hui au Caire du Grand prêtre d'Amon Horemakhet (fils de Chabaka), ce dernier se présente comme « fils de roi de Chabaka, justifié, qui l'aime, unique confident du roi Taharqa, justifié, directeur du palais du roi de Haute et Basse-Égypte Tanoutamon, qu'il vive éternellement ». Cependant, comme l'a noté Baker, aucune mention n'est faite du service d'Horemakhet sous Chabataka ; même si Horemakhet n'était qu'un jeune homme sous Chabataka, l'absence de ce roi est étrange puisque l'intention du texte de la statue était de présenter une séquence chronologique des rois qui ont régné pendant la vie d'Horemakhet, chacun de leurs noms étant accompagné d'une référence à la relation qui existait entre le roi mentionné et Horemakhet. L'omission de Chabataka dans la statue d'Horemakhet peut s'expliquer par le fait que Chabataka était déjà mort lorsque Horemakhet naquit sous Chabaka.

### Papyrus E 3328c du Louvre
Enfin, comme l'a d'abord souligné Baker, puis Payraudeau, ils ont tous deux noté que le papyrus Louvre E 3328c de l'an 2 ou 6 de Taharqa mentionne la vente d'un esclave par son propriétaire qui l'avait acheté en l'an 7 de Chabaka, soit 27 ans plus tôt dans la chronologie traditionnelle Chabaka-Chabataka, mais si le règne de Chabaka est placé juste avant celui de Taharqa (sans le règne intermédiaire de Chabataka), il y a un écart d'environ dix ans, ce qui est beaucoup plus crédible.

### Corégence
L'inscription de Chabataka en l'an 3, 1er mois de Chémou, jour 5, dans le relevé du niveau du Nil numéro 33, a été considérée par certains chercheurs comme l'enregistrement d'une corégence entre Chabaka et Chabataka. Ce texte mentionne que Chabataka est apparu (ḫꜥj) à Thèbes en tant que roi dans le temple d'Amon à Karnak où « Amon lui a donné la couronne avec deux uraei comme Horus sur le trône de Rê », légitimant ainsi sa royauté. Jürgen von Beckerath a soutenu dans un article (1993) que l'inscription enregistrait à la fois le couronnement officiel de Chabataka et la toute première apparition du roi lui-même en Égypte, après avoir comparé cette inscription avec le texte n° 30 du niveau du Nil. Si cela s'avère, cela prouverait que Chabataka a réellement servi de corégent à Chabaka pendant deux ans.
Kenneth Kitchen observe cependant que le verbe ḫꜥj (ou apparaître) s'applique à toute manifestation officielle du roi lors de ses apparitions publiques. Kitchen souligne également que la période entourant le premier mois de Chémou (jours 1 à 5) marque la date d'une fête d'Amon-Rê à Karnak qui est bien attestée pendant la période du Nouvel Empire, la XXIIe dynastie et jusqu'à la période ptolémaïque. Ainsi, au cours de la troisième année de Chabataka, cette fête d'Amon a manifestement coïncidé avec l'inondation du Nil et une visite personnelle de Chabataka au temple d'Amon mais en aucun cas un couronnement en Égypte après deux années de règne en Nubie en corégence avec Chabaka. William Murnane a également approuvé cette interprétation en notant que le texte du Nil de Chabataka de l'an 3 n'a pas besoin de faire référence à une accession ou à un couronnement du tout. Il semble plutôt enregistrer une apparition de Chabataka dans le temple d'Amon au cours de sa troisième année et reconnaître l'influence du dieu dans l'obtention de sa première apparition en tant que roi. En d'autres termes, Chabataka était déjà roi d'Égypte et le but de sa visite à Karnak était de recevoir et d'enregistrer pour la postérité la légitimation officielle de son règne par le dieu Amon. Par conséquent, les preuves d'une éventuelle corégence entre Chabaka et Chabataka sont pour l'instant illusoires.
Dans un article important publié en 2006, Dan'el Kahn a également examiné attentivement mais rejeté les arguments contre une division du royaume de la XXVe dynastie sous le règne de Chabaka, Chabaka régnant en Basse et Haute-Égypte et Chabataka, agissant en tant que corégent junior ou vice-roi de Chabaka, en Nubie. Kahn note qu'il n'y a toujours eu qu'un seul roi nubien régnant sur l'ensemble du territoire de la XXVe dynastie, comprenant à la fois l'Égypte et la Nubie, et que les problèmes de communication et de contrôle n'ont pas empêché le roi koushite d'être le chef suprême de ce vaste territoire. Kahn souligne que la stèle des victoires de Piânkhy indique qu'il ne fallait que trente-neuf jours pour voyager en bateau de Napata à Thèbes, tandis que la stèle d'adoption de Nitocris Ire montre que le temps nécessaire pour parcourir la distance entre Memphis (ou peut-être Tanis) et Thèbes en bateau (environ 700 km ou plus pour Tanis) est de seulement seize jours.
On peut ajouter qu'une telle corégence de deux ans, avec un roi Chabaka sénior et un roi Chabataka junior, va à l'encontre de la succession aujourd'hui admise Chabataka puis Chabaka.

## Règne

### Politique étrangère et conquête de l'Égypte
Le début du règne de Chabataka concernant sa souveraineté sur l'Égypte n'a semble-t-il pas été simple. En effet, d'une part, le fils de Tefnakht (l'ambitieux chef de Saïs que Piânkhy - le père de Chabataka - avait combattu), Bakenranef, s'est proclamé roi vers 716 AEC, c'est-à-dire à la fin du règne de Piânkhy, et d'autre part, il est également possible que Menkhéperrê Iny se soit proclamé roi à Thèbes également à la fin du règne de Piânkhy.
La reconquête de la Basse-Égypte et la fin de la XXIVe dynastie date de son règne, qui aurait eu lieu vers 712 AEC. En effet, les sources assyriennes parlent de Piru (« Pharaon ») avant cette date-là et parlent de roi de Melukhkha (« Nubie ») après cette date. Après son passage à Thèbes, il prend le chemin de Memphis, où il affronte Bakenranef qu'il vainc. Il soumet ensuite l'ensemble des chefs du Delta et installe un koushite à la tête de la région, possiblement le Ammeris des sources manéthoniennes. Le chef Patjenfy de Pharbaethos est par exemple représenté avec Chabataka sur une stèle de donation au dieu Horus local.
Après la reconquête de l'Égypte, Chabataka fait face à l'Assyrie et fait preuve de prudence. Ainsi, après une révolte à Ashdod, peut-être discrètement soutenue par le pouvoir koushite, et l'installation à la tête de la cité d'un certain Inamani, les Assyriens reconquièrent la cité et Inamani se réfugie en Égypte. Chabataka extrade ce dernier vers l'Assyrie, tout en envoyant sur place un corps expéditionnaire commandé par son frère Taharqa.

### Réalisations architecturales
En plus de sa tombe, Chabataka est surtout connu pour ses interventions à Thèbes et à Memphis. En effet, à Thèbes, il est à l'origine d'un programme architectural dans la continuité des réalisations des rois de la branche thébaine de la XXIIe dynastie : une seconde (après celle d'Osorkon III) chapelle d'offrandes à Amon au sud du lac sacré de Karnak et l'agrandissement de la chapelle d'Osiris Héqadjet par l'ajout d'une salle aux deux autres construites par Osorkon III, Takélot III et Chepenoupet Ire. À Memphis, son nom a été retrouvé sur des blocs au sud du temple de Ptah ainsi que sur une statue aujourd'hui acéphale. Son nom a également été retrouvé dans la chambre d'un taureau Apis. Étant donné qu'un taureau a été enterré tout à la fin du règne de Bakenranef, l'inscription daterait donc de l'enterrement du même taureau : la conquête de Memphis aurait donc eu lieu au même moment que l'enterrement de ce taureau. Hormis sa tombe, Chabataka n'est connu en Nubie que par de petits objets (scarabées, amulettes) trouvés à Kawa (en), Sanam (en) et Méroé.

## Sépulture
Chabataka est enterré, comme les précédents pharaons de cette dynastie, à El-Kourrou, un site proche de Napata : sa pyramide est référencée « KU 18 » sur le plan de la nécropole royale. Sa sépulture est très proche dans sa conception de celle de Piânkhy,,,. Sa tombe était accompagnée d'une inhumation de chevaux, référencée  « KU 209 », à l'image de la tombe de Piânkhy.

## Généalogie
La famille de Chabataka est encore relativement obscure. Taharqa nomme Chabataka son « frère », ce qui ferait de Chabataka le fils de Piânkhy. Le nom de sa mère est inconnue. Sa seule épouse connue est Arty, fille de Piânkhy, elle serait donc sa sœur en plus d'être son épouse.